# جايكيني
جايكيني (بالبلغارية: Гайкини)‏ قرية تقع إدارياً ضمن بلدية غابروفو ‏ في بلغاريا. ويبلغ عدد سكانها 2 نسمة حسب تعداد 15 مارس 2015. تعتمد جايكيني للبريد على الرمز البريدي 5300.